# Paranola bipartita
Paranola bipartita är en fjärilsart som beskrevs av Van Son 1933. Paranola bipartita ingår i släktet Paranola och familjen trågspinnare. Inga underarter finns listade i Catalogue of Life.